# CXCL12
CXCL12, ili SDF-1 (stromalne ćelije-izvedeni faktor-1), je mali citokin iz hemokin familije. Ovaj molekul je zvanično zove hemokin (C-X-C motiv) ligand 12.
SDF-1 alfa i beta su mali citokini iz interkrin familije čiji članovi aktiviraju leukocite i često indukuju proinflamatorne stimuluse kao što su lipopolisaharid, , ili . Interkrini su karakterizovani prisustvom 4 konzervirana cisteina koji formiraju dva disulfidna mosta. The SDF1 proteini pripadaju CXC grupi citokina.

## Struktura
proizvodi u dve forme, SDF-1α/CXCL12a i SDF-1β/CXCL12b, putem alternativnog splajsovanja gena.

## Funkcija

### Hemotaksa
izaziva potentnu hemotaksu limfocita. Tokom embriogeneze on usmerava migraciju hematopoetskih ćelija i formiranje velikih krvnih sudova. Miševi bez CXCL12 gena su letalni pre rođenja, ili u toku prvog sata života.
Kod odraslih CXCL12 igra važnu ulogu u angiogenezi putem regrutovanja endotelnih progenitorskih ćelija (EPC) iz koštane srži kroz CXCR4 zavistan mehanizam. Ova funkcija čini CXCL12 veoma važnim faktorom u karcinogenezi i neovaskularizaciji vezanoj za progresiju tumora. CXCL12 takođe ima ulogu u metastazi tumora gde su ćelije raka koje izražavaju CXCR4 receptor privučene ka metastaznim ciljnim tkivima koja oslobađaju ligand, CXCL12. Kod raka dojke, međutim, povećano CXCL12 izražavanje određuje umanjeni rizik od metastaze.

### Drugo
Za CXCL12 je bilo pokazano da je izražen u mnogim tkivima kod miševa (uključujući mozak, timus, srce, pluća, jetru, bubrege, slezinu i kičmenu moždinu).

## Receptor
Receptor za ovaj hemokin je , koji je ranije bio nazivan fuzin. CXCL12-CXCR4 interakcija je nekad bila smatrana eksluzivnom (za razliku od drugih hemokina i njihovih receptora), ali je nedavno bilo predloženo da se CXCL12 možda takođe vezuje za CXCR7 receptor.

## Gen
Gene za CXCL12 je lociran na ljudskom hromozomu 10. Kod ljudi i miševa CXCL12 i CXCR4 imaju visok identitet sekvence: 99% i 90%, respektivno.

## Literatura
- Kucia M; Reca R; Miekus K;  . (2005). „Trafficking of normal stem cells and metastasis of cancer stem cells involve similar mechanisms: pivotal role of the SDF-1-CXCR4 axis”. Stem Cells. 23 (7): 879—94. PMID 15888687. doi:10.1634/stemcells.2004-0342.
- Kryczek I; Wei S; Keller E;  . (2007). „Stroma-derived factor (SDF-1/CXCL12) and human tumor pathogenesis”. Am. J. Physiol., Cell Physiol. 292 (3): C987—95. PMID 16943240. doi:10.1152/ajpcell.00406.2006.
- Stellos K, Gawaz M (2007). „Platelets and stromal cell-derived factor-1 in progenitor cell recruitment”. Semin. Thromb. Hemost. 33 (2): 159—64. PMID 17340464. doi:10.1055/s-2007-969029.
- Arya M; Ahmed H; Silhi N;  . (2007). „Clinical importance and therapeutic implications of the pivotal CXCL12-CXCR4 (chemokine ligand-receptor) interaction in cancer cell migration”. Tumour Biol. 28 (3): 123—31. PMID 17510563. doi:10.1159/000102979.